# Giải bóng đá bãi biển vô địch quốc gia 2019
Giải bóng đá bãi biển vô địch quốc gia 2019 (hay với tên gọi: Giải Bóng đá Bãi biển Vô địch quốc gia - Cúp VietFootball 2019) là giải bóng đá bãi biển được tổ chức lần thứ 11 của Giải bóng đá bãi biển vô địch quốc gia do VFF tổ chức từ ngày 17 tháng 7 đến ngày 23 tháng 7 năm 2019. Tất cả trận đấu được tổ chức tại Sân bóng đá Bãi biển Nha Trang, Khánh Hòa.

## Các đội bóng
Có 4 đội bóng tham dự giải:
| Các đội bóng tham dự giải 2018: |
| ------------------------------- |
| Khánh Hòa (Chủ nhà)             |
| Olympic Gym & Fitness           |
| Đà Nẵng                         |
| Gia Việt Quảng Ninh             |

## Vòng bảng

### Bảng xếp hạng
| Thứ hạng | Đội bóng              | Trận | Thắng | Thắng hiệp phụ | Thắng luân lưu | Thua | Hiệu số | Điểm | Phân hạng       |
| 1        | Khánh Hòa             | 3    | 2     | 0              | 0              | 1    | 7-4     | 6    | Tranh giải nhất |
| 2        | Đà Nẵng               | 3    | 2     | 0              | 0              | 0    | 9-4     | 6    | Tranh giải nhất |
| 3        | Gia Việt Quảng Ninh   | 3    | 0     | 0              | 2              | 1    | 9-13    | 2    | Tranh giải ba   |
| 4        | Olympic Gym & Fitness | 3    | 0     | 0              | 0              | 3    | 9-12    | 0    | Tranh giải ba   |

### Kết quả thi đấu
Dưới đây là các kết quả của vòng bảng của Giải bóng đá bãi biển vô địch quốc gia 2019:
- Ngày 17/7/2019

1. Olympic Gym & Fitness vs Đà Nẵng: 2-3
2. Khánh Hoà vs Gia Việt Quảng Ninh: 2-2, 0-0 (pen 3-4)

- Ngày 19/7/2019

1. Đà Nẵng vs Gia Việt Quảng Ninh: 6-2
2. Olympic Gym & Fitness vs Khánh Hòa: 2-4

- Ngày 21/7/2019

1. Gia Việt Quảng Ninh vs Olympic Gym & Fitness: 5-5, 0-0 (pen 2-1)
2. Khánh Hòa vs Đà Nẵng: 1-0

## Trận tranh hạng ba
| Gia Việt Quảng Ninh | 5–2      | Olympic GYM & Fitnees |
| ------------------- | -------- | --------------------- |
|                     | Chi tiết |                       |

## Trận chung kết
| Khánh Hòa         | 3–3 (1–1, HT) | Đà Nẵng |
| ----------------- | ------------- | ------- |
|                   | Chi tiết      |         |
| Loạt sút luân lưu |               |         |
|                   | 3 – 2         |         |

## Giải thưởng khác
- Giải phong cách: Olympic Gym & Fitness